# Trifluorure de thiazyle
Le trifluorure de thiazyle est un composé chimique de formule NSF3. Il s'agit d'un gaz incolore stable précurseur important d'autres composés de soufre, azote et fluor. Il possède une géométrie tétraédrique autour de l'atome de soufre et est bon exemple de composé ayant une triple liaison azote≡soufre.
Il peut être produit par fluoration du fluorure de thiazyle NSF par le difluorure d'argent AgF2 :
NSF + 2 AgF2 → NSF3 + 2 AgF.
Il peut également être produit par décomposition oxydative du difluorure de fluoroformyliminosulfure FC(O)NSF2 par le difluorure d'argent AgF2 :
FC(O)NSF2 + 2 AgF2 → NSF3 + 2 AgF + COF2.
Il est également issu de l'oxydation de l'ammoniac NH3 par le décafluorure de disoufre S2F10.
Il réagit avec le fluorure de carbonyle COF2 en présence de fluorure d'hydrogène HF pour former de l'isocyanate de pentafluorosulfanyle SF5NCO.